# Cadillac-en-Fronsadais
Cadillac-en-Fronsadais – miejscowość i gmina we Francji, w regionie Nowa Akwitania, w departamencie Żyronda.
Według danych na rok 1990 gminę zamieszkiwało 899 osób, a gęstość zaludnienia wynosiła 236 osób/km² (wśród 2290 gmin Akwitanii Cadillac-en-Fronsadais plasuje się na 469. miejscu pod względem liczby ludności, natomiast pod względem powierzchni na miejscu 1497.).